# New Haven (Indiana)
New Haven è una città degli Stati Uniti d'America situata nella Contea di Allen, nello Stato dell'Indiana.
La popolazione era di 12.406 abitanti nel censimento del 2000.